# Venezuela-Krise

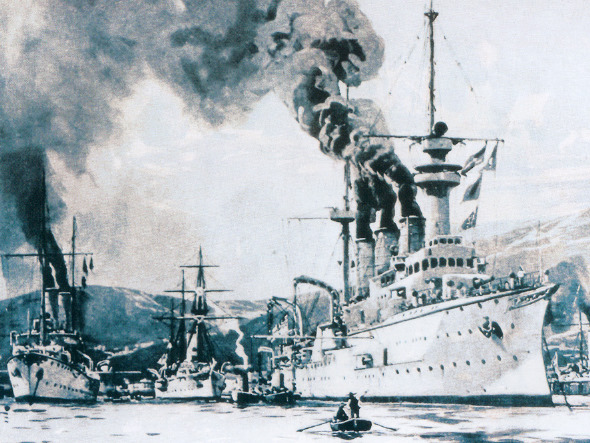
Schiffe der deutschen ostamerikanischen Kreuzerdivision (links: Panther, rechts: Flaggschiff Vineta) während der Blockade Venezuelas 1902. Zeichnung von Willy Stöver.

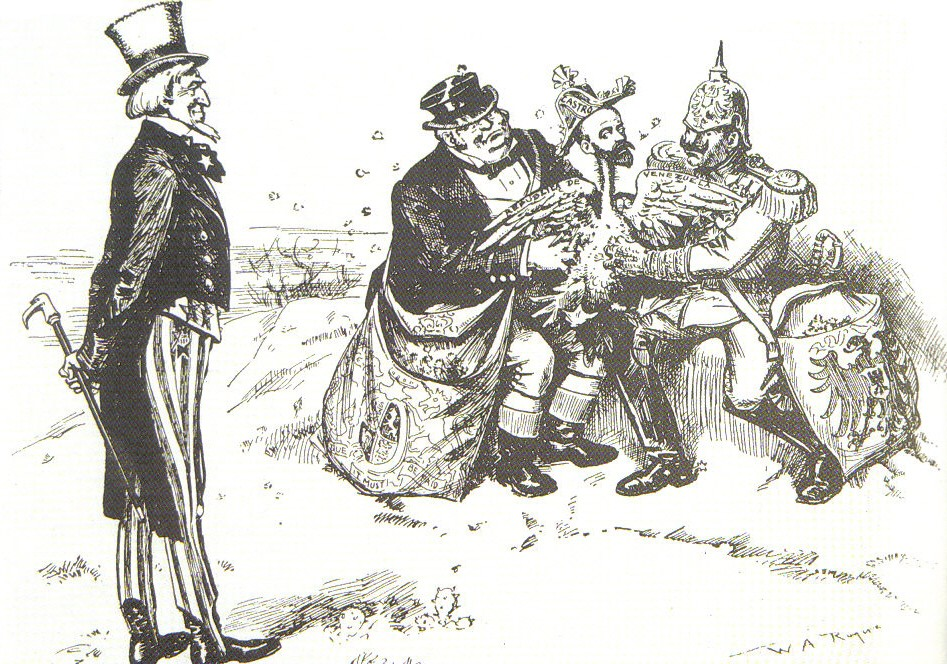
Großbritannien und Deutschland „rupfen“ Venezuela, während Uncle Sam aufmerksam zuschaut. Karikatur aus dem New York Herald, Januar 1903

Die Venezuela-Krise (seltener auch Zweiter Venezuelakonflikt) in den Jahren 1902/03 war eine diplomatische und militärische Auseinandersetzung zwischen Venezuela einerseits und dem Deutschen Reich, Großbritannien und Italien andererseits, zugleich aber auch Indikator und Austragungsfeld weltpolitischer Gegensätze zwischen den imperialistischen Mächten, insbesondere zwischen Deutschland und den USA. Daneben steht sie für eine besondere, zwischen dem endgültigen Scheitern der deutsch-britischen Bündnisverhandlungen 1901 und dem Beginn der britisch-französischen Annäherung 1902/1903 – der „revolutionären Wende im internationalen Staatensystem“ – liegende Etappe deutsch-britischer Beziehungen.

## Hintergrund
In den letzten Jahren des 19. Jahrhunderts entwickelten sich Ostasien und der lateinamerikanisch-karibische Raum zu Aktionsfeldern deutscher „Weltpolitik“. In diesem Zusammenhang verfolgte das Reichsmarineamt das Ziel, einzelne, für die projektierte weltweit operierende Flotte als nötig erachtete Stützpunkte zu erwerben. Neben Manila und der malaiischen Insel Pulau Langkawi gerieten dabei die (dänischen) Jungferninseln St. Thomas und St. John sowie die Hauptinsel der Niederländischen Antillen, Curaçao, ins Blickfeld. Der im Bau befindliche Panamakanal machte zu dieser Zeit die zuvor lange periphere Karibik deutlich interessanter, zudem war Tirpitz der Ansicht, dass man mit einem ausgebauten karibischen Flottenstützpunkt „einen Konflikt mit Amerika nicht zu scheuen“ brauche. Derlei deutsche Ambitionen blieben den als Hegemon der Region auftretenden USA (vgl. Monroe-Doktrin) nicht verborgen und wurden vor dem Hintergrund des seit Beginn der 1890er Jahre wegen ausgeprägter Handelsrivalitäten und andauernder Zollstreitigkeiten ohnehin gespannten Verhältnisses beider Staaten mit besonderem Argwohn verfolgt. Bereits während des Spanisch-Amerikanischen Krieges hatte das Auftauchen des deutschen Ostasiengeschwaders vor Manila im Sommer 1898 international für Aufsehen gesorgt und unter anderem dokumentiert, dass die deutsche Außenpolitik nicht gewillt war, von den Amerikanern beanspruchte Einflusszonen kommentarlos zu akzeptieren. Auch gegenüber den ihr lange weitgehend unzugänglichen mittel- und südamerikanischen Staaten trat die deutsche Politik nun mit einem gewissen Macht- und Ordnungsanspruch auf und zwang die traditionell dort agierenden Mächte, sich hiermit zu arrangieren. Die Probleme Venezuelas boten dafür ein Szenario.
Venezuela, das sich 1829/1830 von der Republik Kolumbien (vgl. Großkolumbien) getrennt hatte, wurde während des ganzen 19. Jahrhunderts in selten unterbrochener Folge von Staatsstreichen und Bürgerkriegen erschüttert. Deren Rückwirkungen führten seit 1892 verstärkt zu Spannungen mit auswärtigen Mächten. Während der Präsidentschaft Joaquín Crespo (1892–1898) intervenierte erstmals eine Gruppe von Staaten diplomatisch, um Restitutions- bzw. Schadenersatzansprüche für im Zuge des Bürgerkrieges von 1892 eingetretene Vermögensverluste geltend zu machen. Zudem eskalierte der venezolanisch-britische Disput über den Grenzverlauf Britisch-Guayanas (vgl. Venezuela-Krise 1895). Ungeachtet der politischen Friktionen drang in diesem Zeitraum verstärkt ausländisches Kapital, insbesondere auch deutsches, in Venezuela ein. Prominent war vor allem die Fried. Krupp AG vertreten, der Ende der 1880er Jahre die Errichtung der ersten längeren Eisenbahnstrecke des Landes (Caracas–Valencia, 1894 fertiggestellt) übertragen worden war. Die hierfür nötigen Kredite hatte der venezolanische Staat – zu für ihn ausgesprochen ungünstigen Konditionen – von einem Konsortium unter Führung der Berliner Disconto-Gesellschaft erhalten. Daneben engagierte sich deutsches Kapital im Transportgewerbe sowie der Grundstoff- und Lebensmittelindustrie des Landes. Seit 1891 bezog Venezuela zudem Waffen aus Deutschland. Bereits 1896 musste der venezolanische Staat einen neuen Kredit bei der Disconto-Gesellschaft aufnehmen, um den Schuldendienst für die Eisenbahnanleihe zu gewährleisten. Aus den inneren Unruhen nach Crespos Tod ging 1899 Cipriano Castro als neuer Staatschef hervor, ohne allerdings seine Herrschaft sofort konsolidieren zu können. Seit 1901 musste er sich mit einem Aufstand auseinandersetzen, der von Teilen der venezolanischen Oberschicht um den ins Exil gegangenen Bankier Matos unterstützt wurde und auch die mehr oder weniger offene Billigung ausländischer Mächte fand. 1899 und erneut am 1. März 1902 erklärte Castro den Schuldendienst Venezuelas für eingestellt. Anfang 1901 schränkte er auch die Schadenersatzleistungen für beschlagnahmtes oder zerstörtes Eigentum von Ausländern ein. Zu diesem Zeitpunkt war der venezolanische Staat allein bei britischen und deutschen Gläubigern mit 119,3 Millionen Bolívares (nach damaligem Kurs etwa 96,6 Millionen Mark bzw. 4,73 Millionen Pfund) verschuldet. Dem standen jährliche staatliche Einnahmen von nur etwa 30 Millionen Bolívares gegenüber.

## Verlauf

### Vorbereitung
Die einseitigen Schritte Castros – der offenbar darauf spekulierte, dass der Respekt vor der Monroe-Doktrin die Europäer fernhalten würde – verursachten nicht nur finanzielle Schäden, sondern standen auch für eine Art Ausbruch Venezuelas aus der von den imperialistischen Großmächten verwalteten Weltordnung. Mit Ausnahme von Mexiko und Kuba, wo bereits US-amerikanisches Kapital beherrschenden Einfluss ausübte, unterlag zu diesem Zeitpunkt noch ganz Lateinamerika europäischer – in erster Linie britischer und deutscher – ökonomischer Dominanz. Angesichts der gleichzeitigen Schuldenkrisen in mehreren anderen mittel- und südamerikanischen Staaten barg daher die venezolanische „Disziplinlosigkeit“ – vor allem dann, wenn sie ungeahndet blieb – ein gewisses Risiko für die ökonomische Grundlage des Einflussniveaus der (europäischen) imperialistischen Mächte in Mittel- und Südamerika. Schon 1896 hatte Wilhelm II. in einer Notiz „Venezuela (...) im Begriff [gesehen], durch die Monroe-Doktrin entsprechend flöten zu gehen.“ Hinzu kam, dass nun Vertreter betroffener Bankhäuser zur Absicherung neuer Kredite die Errichtung einer Finanz- oder zumindest einer Zollaufsicht über das südamerikanische Land forderten – womit Venezuela einer klassischen Form informeller Herrschaft unterworfen worden wäre. Im Sommer 1901 unternahmen deutsche Kriegsschiffe um den Kreuzer Vineta zunächst einen demonstrativen Vorstoß an die venezolanische Küste. Dieses Unternehmen zeigte deutlich, dass die mit offenkundiger Absicht auftretenden Deutschen im Land wenig willkommen waren; es kam mehrfach zu Zwischenfällen zwischen deutschen Seeleuten und venezolanischen Beamten.
Am 6. Oktober 1901 wurden in Caracas zwei Maate der Vineta verhaftet. Vineta entsandte ein Landungskorps nach La Guaira und befreite diese. Durch diplomatische Maßnahmen wurde dieser Konflikt bereinigt.
Die Haltung Venezuelas änderte sich durch die Flottendemonstration nicht. Ende 1901 kündigte der deutsche Botschafter Holleben in Washington an, dass man mit einer deutschen Intervention zur Durchsetzung von Reklamations- und Tilgungsansprüchen in Venezuela zu rechnen habe. Roosevelt reagierte indirekt, indem er in der Jahresbotschaft an den Kongress einmal mehr die durch die Monroe-Doktrin gezogenen formalen Grenzen (kein Territorialerwerb durch europäische Mächte) erläuterte, zugleich aber durchblicken ließ, dass die Vereinigten Staaten sich einer „Bestrafung“ von finanziellem „Fehlverhalten“ lateinamerikanischer Staaten zumindest nicht offen widersetzen würden. Unzweifelhaft war aber allen Beteiligten klar, dass das deutsche Ansinnen einer Machtprobe mit den Vereinigten Staaten gleichkam, da es konzeptionell zwar nicht dem Wortlaut, wohl aber dem Geist und der politischen Intention der Monroe-Doktrin zuwiderlief. Der Chef des Admiralstabes Diederichs, das Auswärtige Amt und Reichskanzler Bernhard von Bülow versuchten zur Jahreswende 1901/1902, die Einwilligung Wilhelms II. für eine Ausweitung des militärischen Engagements in Richtung auf eine umfassende „Strafaktion“ – bis hin zur Landung von Truppen – zu erhalten, waren damit aber zunächst nicht erfolgreich, da der Chef des Reichsmarineamts Tirpitz von einer Provokation der Vereinigten Staaten abriet. Tirpitz war von Carl Schurz gewarnt worden, gemeinsam mit England in Venezuela vorzugehen. Es sei damit zu rechnen, dass England wegen der Monroe-Doktrin Deutschland später im Stich lassen werde. In den ersten Monaten des Jahres 1902 deuteten britische Diplomaten in Berlin allerdings Interesse an einer gemeinsamen Aktion gegen Venezuela an. Im September begannen Besprechungen über ein abgestimmtes Vorgehen, die im November während des Großbritannien-Besuchs des Kaisers abgeschlossen wurden. Vorher hatte vom 23. Februar bis 11. März 1902 Prinz Heinrich von Preußen die Vereinigten Staaten besucht und versucht, die dortige Stimmung positiv zu beeinflussen.
Die Kreuzer Vineta, Falke und Gazelle, das Kanonenboot Panther und die alte, nun als Schulschiff verwendete Kreuzerfregatte Stosch wurden am Rande des vorgesehenen Einsatzraums zusammengezogen. Tirpitz behauptet in seinen nach dem Ersten Weltkrieg veröffentlichten Memoiren, dass er von diesem Schritt abgeraten habe und suggeriert, bei dem auf deutscher Seite als überraschend empfundenen Entgegenkommen Londons habe es sich um eine Falle gehandelt, gestellt in der Absicht, die deutsch-amerikanischen Beziehungen weiter zu zerrütten. Er habe geahnt, dass die Briten die Intervention nach erster Kritik aus den USA sofort beenden und die Deutschen „im Stich lassen würden.“ Tatsächlich bedeutete die britische Kooperationsbereitschaft ein auffälliges Abgehen von der bis dahin üblichen Praxis des Foreign Office, das offene politisch-militärische Eintreiben von Forderungen privater Gläubiger zu vermeiden. Es ist auch angesichts der vergleichsweise geringen Forderungen britischer Staatsbürger an den venezolanischen Staat wahrscheinlich, dass eher politische als ökonomische Kalkulationen für das Zustandekommen der „Allianz“ mit Deutschland ausschlaggebend waren. Offiziell wurde das britische Engagement mit Übergriffen venezolanischer Behörden auf britische Handelsschiffe motiviert.

### Ultimatum, Blockade und Verwicklung der Vereinigten Staaten
Am 7. Dezember 1902 übergab der deutsche Geschäftsträger in Caracas den venezolanischen Behörden eine Note, in der diese aufgefordert wurden, bis zum 31. Dezember Schadenersatz für zwischen 1898 und 1900 beschädigtes oder beschlagnahmtes Eigentum deutscher Staatsbürger zu leisten. Unmittelbar eingefordert wurde eine Summe von 1,72 Millionen Bolívares. Außerdem erklärte die Reichsregierung ihre Anwartschaft für weitere Forderungen:
„In dieser Beziehung kommen in Betracht die deutschen Reklamationen aus dem gegenwärtigen venezolanischen Bürgerkriege, die Forderungen deutscher Firmen aus dem Baue des Schlachthofs in Caracas sowie die Ansprüche der deutschen Großen Venezuela-Eisenbahn auf Verzinsung und Amortisation der ihr als Ablösung einer Zinsgarantie übergebenen Titel der fünfprozentigen venezolanischen Anleihe von 1896.“
Die Berechtigung dieser Forderungen sollte die venezolanische Regierung in einer Erklärung anerkennen. Für den Fall der Weigerung wurde angekündigt, dass man diesenfalls „die Sorge für die Befriedigung dieser Ansprüche nach Ablauf der genannten Frist selbst zu übernehmen“ gedenke. Ein ähnliches Dokument ließ die britische Regierung überreichen.

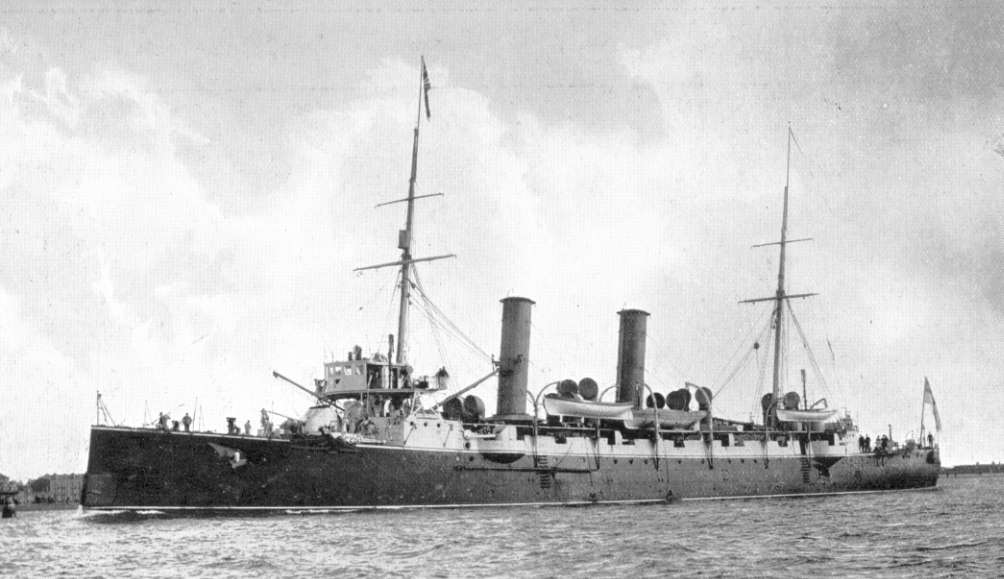
Die Charybdis 1893

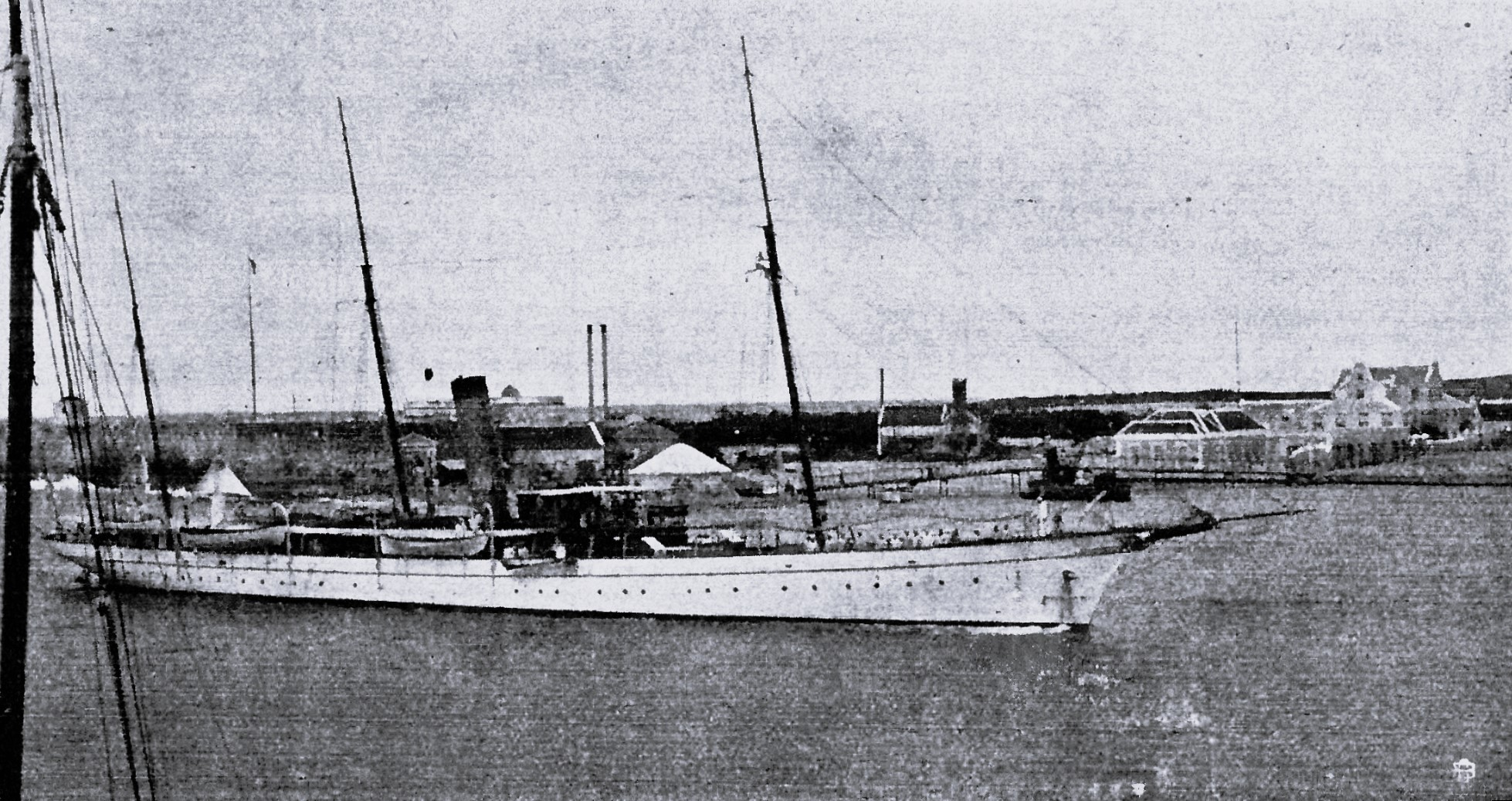
Restaurador – Cura¢ao

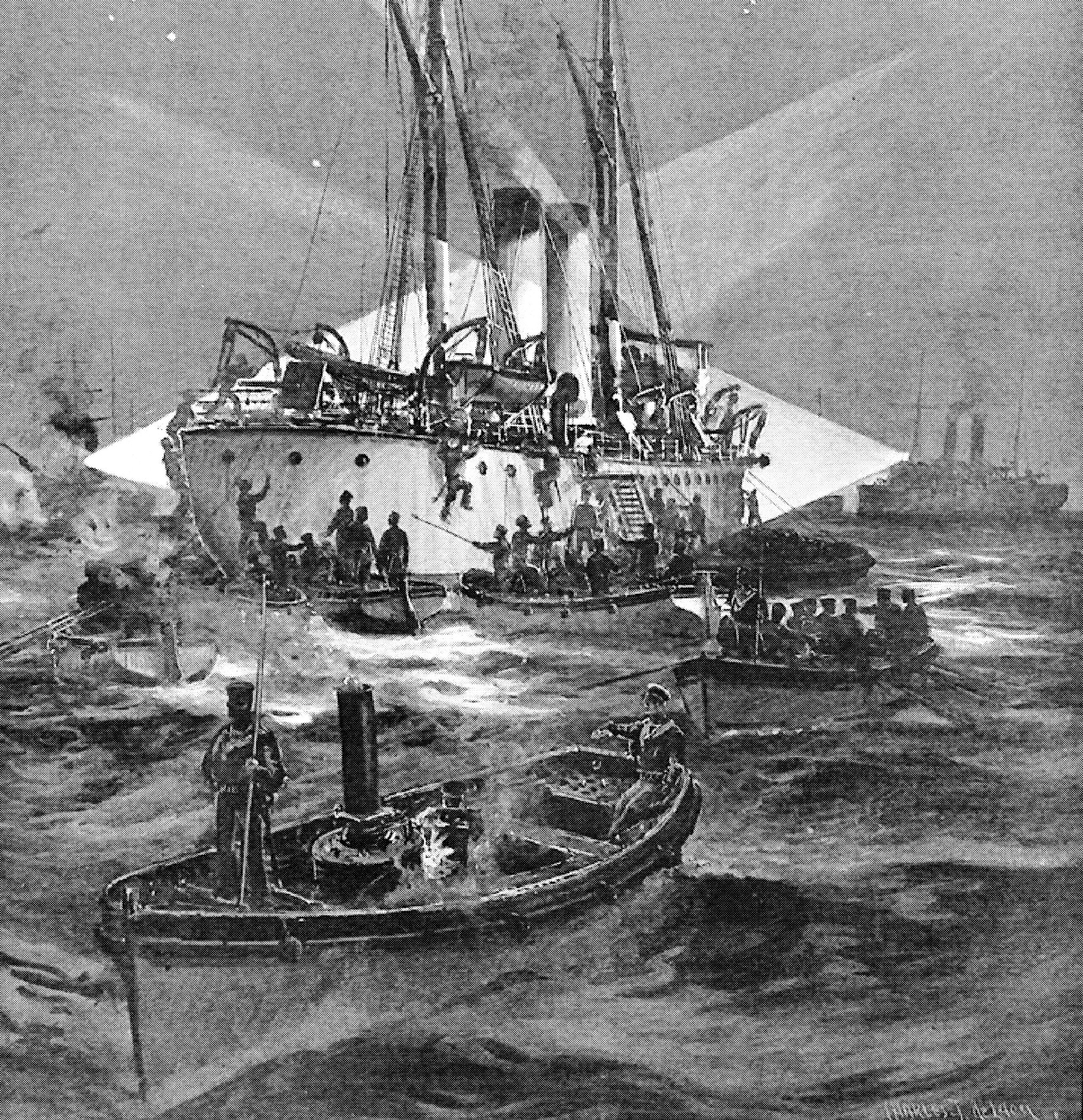
Das venezolanische Kanonenboot Bolivar wird am 10. Dezember 1902 während der Venezuela-Blockade von Einheiten der Royal Navy bei Trinidad gekapert

Am und kurz nach dem 8. Dezember wurden die vier kleinen Kanonenboote der venezolanischen Flotte, u. a. die Restaurador und die Bolívar, gekapert und drei von ihnen anschließend durch deutsche Kriegsschiffe versenkt, da Castro sich nicht – wie verlangt – innerhalb von 24 Stunden zu den Forderungen vom 7. Dezember geäußert hatte. Gleichentags wandte sich der venezolanische Präsident an die USA und bat um deren Vermittlung, was diese den Interventionsmächten am 13. Dezember bekanntgaben. Am gleichen Tag beschossen deutsche und britische Schiffe das den Hafen von Puerto Cabello schützende Fort Solano. Fünf Tage später akzeptierten die britische und die deutsche Regierung den venezolanischen Vorschlag einer schiedsgerichtlichen Einigung und schlugen den amerikanischen Präsidenten als Schiedsrichter vor. Dieser lehnte ab und verwies die Beteiligten an den Haager Schiedshof. Gleichzeitig einigten sich die drei streitenden Parteien darauf, in Washington zu Verhandlungen zusammenzukommen, um möglicherweise vorab eine Einigung zu erzielen. Bemerkenswerterweise beauftragte die venezolanische Regierung den US-amerikanischen Botschafter in Caracas, Herbert Wolcott Bowen, sie bei diesen Gesprächen zu vertreten. Dieser Schritt machte zwar die faktische Halbsouveränität Venezuelas vor aller Welt öffentlich, war aber insofern nicht ungeschickt, als er die US-amerikanische Politik zwang, ihre Ablehnung der europäischen Intervention in einer von ihr beanspruchten Einflusszone offen zu dokumentieren und in gewisser Hinsicht Partei für Venezuela zu ergreifen. Bowen akzeptierte nach Rücksprache mit Washington das Mandat. Trotz dieser Regelungen erklärten die Interventionsmächte, denen sich inzwischen auch Italien angeschlossen hatte, am 20. Dezember die venezolanische Küste für blockiert.

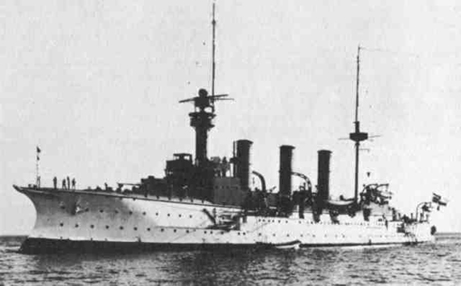
Der deutsche Kreuzer SMS Vineta

Während der Blockade fiel insbesondere das deutsche Kontingent durch besonders aggressives Vorgehen auf. Am 3. Januar 1903 landete ein deutsches Schiff Marinesoldaten in Puerto Cabello, die vorübergehend das Zollamt besetzten und sich ein Gefecht mit einer 800 Mann starken venezolanischen Abteilung lieferten. Zwei Wochen später versuchte das Kanonenboot Panther, sich den Zugang zum Maracaibo-See zu erzwingen, wurde aber durch Beschuss vom Fort San Carlos daran gehindert. Vier Tage darauf kehrte das deutsche Schiff zusammen mit der Vineta zurück und legte das Fort in Schutt und Asche. Vor allem dieser Vorgang führte dazu, dass neben der schon seit Dezember vor allem gegen das deutsche Agieren aufgebrachten amerikanischen Presse nun auch britische Zeitungen gegen die Allianz mit der deutschen Politik Front machten. Seit Ende Januar drängten britische Diplomaten auf eine Beendigung der Blockade, notfalls auch vor einer verbindlichen Einigung mit Venezuela. Dabei scheint die Befürchtung eine Rolle gespielt zu haben, dass die Amerikaner andernfalls die kurz zuvor erzielte grundsätzliche Einigung im Streit über den Grenzverlauf zwischen Kanada und Alaska wieder zur Disposition stellen könnten (vgl. Hay-Herbert-Vertrag). Am 28. Januar bat Edward VII. in einer Unterredung mit dem deutschen Botschafter Graf Metternich um eine Beilegung der Affäre:
„Seine Majestät König Edward besprach mit mir gestern Abend Venezuela und drückte den Wunsch aus, möglichst bald die Angelegenheit zu Ende zu bringen. Es sei viel wichtiger, diesen Zwischenfall schleunigst los zu werden, als die beiderseitigen Geldforderungen bewilligt zu erhalten.“
Wilhelm II. kommentierte diese Passage mit der Randbemerkung: „Serenissimus verliert die Nerven! Das hätte Großmama nie gesagt!“

### Die Washingtoner Protokolle
Mitte Januar 1903 begannen in Washington die Verhandlungen zwischen Bowen einerseits und den deutschen bzw. britischen Bevollmächtigten Speck von Sternburg und Michael Herbert andererseits.
Sie endeten am 13. Februar mit der Unterzeichnung der sogenannten Washingtoner Protokolle. Darin erkannte Venezuela die prinzipielle Berechtigung aller Forderungen an und sicherte die sofortige Begleichung einiger Posten zu, andere sollten durch eine gemischte Kommission geprüft und abgewickelt werden. Venezuela musste einwilligen, ab 1. März 1903 30 % der Zolleinnahmen der Häfen La Guaira und Puerto Cabello auf ein Tilgungskonto zu überweisen. Jeweils am 15. eines Monats hatte die venezolanische Regierung Tilgungswechsel auszustellen. Bei Zahlungsverzug sollte die Zollverwaltung in den beiden Häfen von belgischen Beamten übernommen werden. Das Haager Schiedsgericht schließlich sollte darüber entscheiden, ob die Forderungen der Interventionsmächte vor denen anderer Staaten zu berücksichtigen waren. Dieses Ansinnen erklärte das Gericht im Februar 1904 für rechtens und „prämierte“ damit die von Deutschland, Großbritannien und Italien verfolgte Linie offen militärischer Disziplinierung. Die Blockade wurde am 15. Februar 1903 aufgehoben.

## Folgen
Erst durch neuere Forschungen wurde bekannt, dass es Ende 1902 in der Reichsleitung zu einem heftigen Kompetenzstreit von prinzipieller Bedeutung gekommen war. Bülow hatte am 17. Dezember den Kommandeur des deutschen Flottenverbandes „ganz geheim“ angewiesen, einen in den nächsten Tagen erwarteten US-amerikanischen Dampfer ungehindert passieren und zunächst den Briten beim Aufbringen amerikanischer Schiffe den Vortritt zu lassen. Der Kaiser billigte den Schritt zwar nachträglich, ließ aber den Kanzler und die beteiligten Offiziere des Admiralstabes durch den Chef des Marinekabinetts Gustav von Senden-Bibran streng zurechtweisen:

„Wir sind mit Venezuela sozusagen im Kriege. Ich habe den Oberbefehl und alleinige Leitung als Kriegsherr. Mein Organ der Admiralstab hat nur Meine Befehle weiterzugeben, nachdem sie aufgesetzt sind. Er darf aber niemals ohne vorherige Vorlage an mich Befehle aufsetzen oder gar absenden! Er hat mit Niemand militairische Maßregeln welche von Einfluss auf die Leitung der Operationen sind zu verabreden oder gar – wie hier – von Civilbeamten ‚Requisitionen‘ anzunehmen.“

Während über die vordergründige Einordnung der Auseinandersetzungen mit und um Venezuela als gleichsam klassischer Fall imperialistischer Ordnungspolitik weitgehend Einigkeit besteht, werden vor allem die weitergehenden Implikationen für das deutsch-amerikanische Verhältnis recht unterschiedlich bewertet. Jahrzehntelang wurde die Krise – obwohl sie immerhin die bis zum heutigen Tag größte Einzeloperation deutscher Seestreitkräfte in der Karibik nach sich zog – als Fußnote der Diplomatiegeschichte behandelt und kaum beachtet. Seit den 1970er Jahren wurde der Venezuela-Konflikt im Rahmen einer Reihe von Spezialuntersuchungen „wiederentdeckt“ und insbesondere in den Arbeiten Ragnhild Fiebig-von Hases als dramatische und höchst gefährliche Zuspitzung der deutsch-amerikanischen Spannungen besprochen – bis hin zur Behauptung einer effektiv gegebenen unmittelbaren Kriegsgefahr. Diese auf zumindest stark verzeichnenden Quelleninterpretationen – so sagt etwa die als wesentlicher Beleg angeführte Tatsache, dass sich sowohl die deutsche als auch die US-amerikanische Marineführung zwischen 1899 und 1903 mit Operationsplänen für einen möglichen Krieg beider Länder befassten und im Dezember 1902 eine amerikanische Flottendemonstration östlich von Puerto Rico stattfand, wenig über die politische Wahrscheinlichkeit eines solchen Konflikts aus – aufbauende Wertung gilt inzwischen als nicht mehr haltbar, wird aber dennoch gelegentlich (zuletzt wieder von John C. G. Röhl im letzten Band seiner umfangreichen Arbeit über Wilhelm II.) wiederholt. Neuere Studien wie jene von Mitchell leugnen keineswegs den deutsch-amerikanischen Interessengegensatz, kontrastieren aber vor allem das – verglichen mit den tatsächlichen Schwerpunkten deutscher Flotten- und Expansionspolitik – nachweisbar sehr limitierte deutsche Engagement in Zentral- und Südamerika mit der interessierten öffentlichen Inszenierung einer „deutschen Gefahr“ (German threat) in den Vereinigten Staaten und deren Funktion für die Legitimierung der dortigen expansiven Flotten- und Interventionsstrategie:

“The German threat (…) was useful. The Germans, with their expansionist talk and their growing navy, provided the Americans with an opportunity. The depiction of Germany as a potential aggressor in the hemisphere helped to exonerate the interventionism of the United States. It distinguishes U.S. policy from European policy. This satisfies a deeply felt need (…).”

„Die deutsche Bedrohung […] war nützlich. Die Deutschen, mit ihrem expansionistischen Gerede und ihrer anwachsenden Marine, boten den Amerikanern eine Gelegenheit. Die Darstellung Deutschlands als potentiellem Aggressor in der Hemisphäre half bei der Entlastung des Interventionismus der Vereinigten Staaten. Es bot eine klare Unterscheidung zwischen US-Politik und europäischer Politik. Dies befriedigte ein tiefempfundenes Bedürfnis […].“

Der mit dem Roosevelt Corollary im Dezember 1904 vorgenommene Ausbau der Monroe-Doktrin zu einem umfassenden selbst erteilten Aufsichts- und Betreuungsmandat der USA bei allen inneren und äußeren Verwicklungen lateinamerikanischer Staaten – vorweggenommen in der Rolle Bowens bei den Washingtoner Verhandlungen Anfang 1903 – kann in diesem Sinne als Höhepunkt der politischen Verwertung des German threat eingeordnet werden.
Trotz der seit den 1980er Jahren relativ umfangreichen einschlägigen Publikationstätigkeit wurde die Venezuela-Krise 1902/1903 lange nur von einem engen Kreis von Spezialisten zur Kenntnis genommen und ist auch unter Historikern wenig bekannt. Noch 1988 hielt Jürgen Kuczynski dazu fest: „Ich habe ein Dutzend Historiker in der BRD und etwa ebenso viele in der DDR gefragt, was sie über diesen militärischen ‚Zwischenfall‘ wüssten. Keiner hatte eine Ahnung, wovon ich sprach.“